# SEIKO MATSUDA CONCERT TOUR 2013 "A Girl in the Wonder Land" 〜BUDOKAN 100th ANNIVERSARY〜
『SEIKO MATSUDA CONCERT TOUR 2013 "A Girl in the Wonder Land" 〜BUDOKAN 100th ANNIVERSARY〜』（セイコ・マツダ・コンサート・ツアー・2013・ア・ガール・イン・ザ・ワンダー・ランド・ブドウカン・ワンハンドレットス・アニヴァーサリー）は、松田聖子のライブ・ビデオ。2013年11月20日発売。発売元はUNIVERSAL SIGMA。

## 解説
同年6月～7月に行われたコンサート・ツアーから自身100回目となる日本武道館公演の模様を収録したDVD。
同年発売アルバム『A Girl in the Wonder Land』からの楽曲を中心に披露した。
日本武道館での公演回数100回突破は女性アーティストとしては初であった。スペシャルゲストに神田沙也加が登場。花束を贈呈した。
オフショット映像収録初回限定盤と通常盤の2形態で発売。

## 収録曲
1. A Girl in the Wonder Land
2. LuLu!!
3. Fairytale
4. Oh No!!
5. Oh Darling, Listen to me!!
6. 白い月
7. あなたに逢いたくて〜Missing You〜
8. 小麦色のマーメイド
9. 瞳はダイアモンド
10. 野ばらのエチュード
11. 秘密の花園
12. SWEET MEMORIES
13. 赤いスイートピー
14. 時間の国のアリス
15. マイアミ午前5時
16. 青い珊瑚礁
17. 渚のバルコニー
18. 天使のウィンク
19. チェリーブラッサム
20. 夏の扉
21. 白い恋人
22. Only My Love
23. SQUALL
24. オフショット映像（初回限定盤のみ収録）